# Cordiglottis pulverulenta
Cordiglottis pulverulenta är en orkidéart som först beskrevs av Cedric Errol Carr, och fick sitt nu gällande namn av Leslie Andrew Garay. Cordiglottis pulverulenta ingår i släktet Cordiglottis, och familjen orkidéer. Inga underarter finns listade i Catalogue of Life.